# Wasiłewo
Wasiłewo (mac. Василево) − wieś w Macedonii Północnej; 2 174 mieszkańców (2002). Ośrodek administracyjny gminy Wasiłewo.